# Škorpionátové ligandy

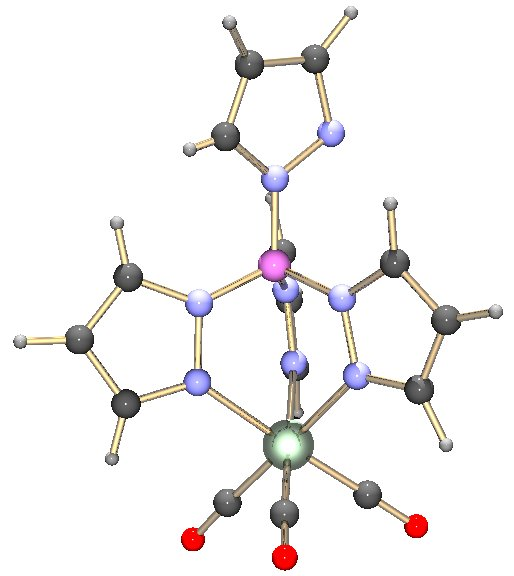
Příklad homoškorpionátového komplexu manganu; organický ligand je navázán na atom boru čtyřmi pyrazolovými skupinami. Zbylé tři ligandy navázané na kov jsou karbonylové.

Škorpionátové ligandy jsou tridentátní ligandy, které se na kovy navazují za vzniku fac-izomerů. Nejrozšířenější skupinou jsou hydrotris(pyrazolyl)boráty (Tp). Tyto ligandy byly poprvé popsány roku 1966.
Nejpočetnější skupinou škorpionátů jsou Tp ligandy, ale je známa i řada dalších, například Tm a „trojnožkové“ fosfiny. Mnoho škorpionátů má jako centrální atom bor, na nějž jsou navázány čtyři skupiny, lze však vytvořit obdobné komplexy s jinými centrálními atomy.

## Homoškorpionáty a heteroškorpionáty
První škorpionáty měly na bor navázány tři pyrazoly, tyto a podobné komplexy obsahující tři stejné skupiny se nazývají homoškorpionáty. Popsána je i řada škorpionátů, jež mají na centrální atom navázané rozdílné skupiny; tyto sloučeniny se označují jako heteroškorpionáty.
Byla nalezena řada dalších obměn škorpionátových ligandů, například:
- zavedení pyrrolových, imidazolových nebo indolových skupin místo pyrazolových;
- použití „trojnožkových“ heptadentátních ligandů, jako je N4O3 u tris[6-((2-N,N-diethylkarbamoyl)pyridyl)methyl]aminu;
- sirné, například u Tm ligandů, nebo kyslíkaté donorové skupiny;[4]
- spojení heteroškorpionátů a cyklopentadienyllithných skupin u ligandů, jako je [Li(2,2-bis(3,5-dimethylpyrazol-1-yl)1,1-difenylethylcyklopentadienyl(THF)], používaný jako katalyzátor polymerizace alkenů.

## Isolobalita
Cyklopentadienylový ligand je isolobální s trispyrazolylborátovým (Tp). Protože lze řadu chemických poznatků získat zkoumáním příbuzných sloučenin (lišících se pouze na jednom místě), tak mohl být výzkumem Tp a Tm koligandů dosažen výrazný pokrok v organokovové chemii.
Tp, Tm, trithia-9-crown-3 (sirná obdoba crown etheru) a cyklopentadienylové (Cp) ligandy jsou podobné a vytvářejí podobné komplexy. Na kovy dodávají stejný počet elektronů a donorové atomy mají fac uspořádání.
Tp a Tm ligandy jsou isolobální s Cp, například trikarbonyl Cp-Mn je polosendvičovou sloučeninou, kde se na atom kovu váže jedna strana Cp. Trikarbonylmanganový komplex trithia-9-crown-3 má na kov navázány tři atomy síry s využitím stejných druhů orbitalů jako Cp.
I když geometrie Tp ligandů neumožňuje tvorbu jednoduchých boranových komplexů s kovy, tak u Tm ligandů (a někdy i jejich bidentátních obdob Bm) je možné, aby pozdní přechodný kov, jako je osmium nebo platina, vytvořit boran, kde z kovu vychází koordinační vazba.
Na následujícím obrázku je znázorněn Tm komplex manganu se třemi karbonyly.

## Tp ligandy
Tris(pyrazolyl)borátový ligand, zkráceně Tp, lze spojit s pyrazoly substituovanými v polohách 3, 4, nebo 5, a tím vytvořit mnoho různých ligandů.
Tyto sloučeniny se obvykle připravují reakcemi pyrazolů s borohydridy alkalických kovů, například borohydridem sodným (NaBH4) Za uvolnění vodíku (H2) se borohydrid nejprve přemění na pyrazolylborát ([H3B(C3N2H3)]), z nějž vznikne bis(pyrazolyl)borát ([H2B(C3N2H3)2]) a nakonec tris(pyrazolyl)borát ([HB(C3N2H3)3]). Pyrazolylboráty s objemnými substituenty se dají vytvořit z 3,5-disubstituovaných pyrazolů, například dimethylovaného. Získané produkty mají využití v přípravách katalyzátorů a jako modely aktivních míst enzymů. Zapojením škorpionátových ligandů se řada syntéz katalyzátorů zjednodušila. Ligandy mohou stínit navázaný kov a silné vazby sigma mezi dusíky a kovem jej stabilizují; tato vlastnost umožňuje škorpionátům vytvářet sloučeniny se symetrickými supramolekulárními komplexy stříbra, a také mnohé katalyzátory polymerizace alkenů (katalyzovatelné například hydrotris(pyrazolyl)borátem manganu).

## Tm ligandy
Nahrazením dusíkových atomů jako donorů u Tp ligandů atomy síry vznikne skupina ligandů označovaných Tm, podobných thiomočovinovým ligandům.
NaTm {Na+ HB(mt)3−) se připravuje zahříváním směsi methimazolu a borohydridu sodného. Jsou známy též Tm komplexy ruthenia, rhodia, osmia, molybdenu, wolframu a dalších kovů.

## Ostatní
Bylo popsáno mnoho „trojnožkových“ fosfinů, jako jsou HC(CH2PR2)3, N(CH2CH2PPh2)3 a P(CH2CH2PMe2)3. tris(2-aminoethyl)amin reaguje se salicylaldehydem za vzniku ligandu, který se na kov může navázat třemi kyslíky a třemi dusíky.
Další skupinou škorpionátových ligandů jsou trispyrazolylmethany (Tpm). Tyto sloučeniny mají stejnou geometrii a velmi podobnou koordinační chemii jako Tp, rozdíl je pouze v náboji. Mezi škorpionáty patří rovněž trisoxazolinylboráty.
Hydrotris(pyrazolyl)aluminátové (Tpa) komplexy mají podobné koordinační geometrie jako Tp komplexy; Tpa jsou ale reaktivnější, protože jsou jejich vazby Al-N a Al-H slabší oproti vazbám B-N a B-H u Tp, což způsobuje přenosy Tpa, pyrazolátových nebo hydridových skupin (M = Mg, Mn, Fe, Co, Ni, Cu, Zn; X = Cl, Br).